# Bluebugging
Bluebug – rodzaj ataku na urządzenia elektroniczne wyposażone w Bluetooth, różniący się od ataku Bluesnarf i Bluesnarf++ możliwością wprowadzania własnych komend AT. Dzięki niemu można:
- dzwonić
- czytać i wysyłać SMS i MMS
- mieć dostęp do książki telefonicznej
- zmieniać ustawienia telefonu